# Estación de Plasencia de Jalón
Plasencia de Jalón es un apeadero ferroviario situado en el municipio español de Plasencia de Jalón en la provincia de Zaragoza, comunidad autónoma de Aragón. Cuenta con servicios de Media Distancia.

## Situación ferroviaria
La estación se encuentra en el punto kilométrico 306,3 de la línea férrea de ancho ibérico que une Madrid con Barcelona a 277 metros de altitud, entre las estaciones de Rueda de Jalón-Lumpiaque y de Grisén. El tramo es de doble vía y está electrificado.

## Historia
La estación fue inaugurada el 25 de mayo de 1863 con la apertura del tramo Medinaceli - Zaragoza de la línea férrea Madrid-Zaragoza por parte de la Compañía de los Ferrocarriles de Madrid a Zaragoza y Alicante o MZA. En 1941, la nacionalización del ferrocarril en España supuso la integración de la compañía en la recién creada RENFE.
Desde el 31 de diciembre de 2004 Renfe Operadora explota la línea mientras que Adif es la titular de las instalaciones ferroviarias.

## La estación

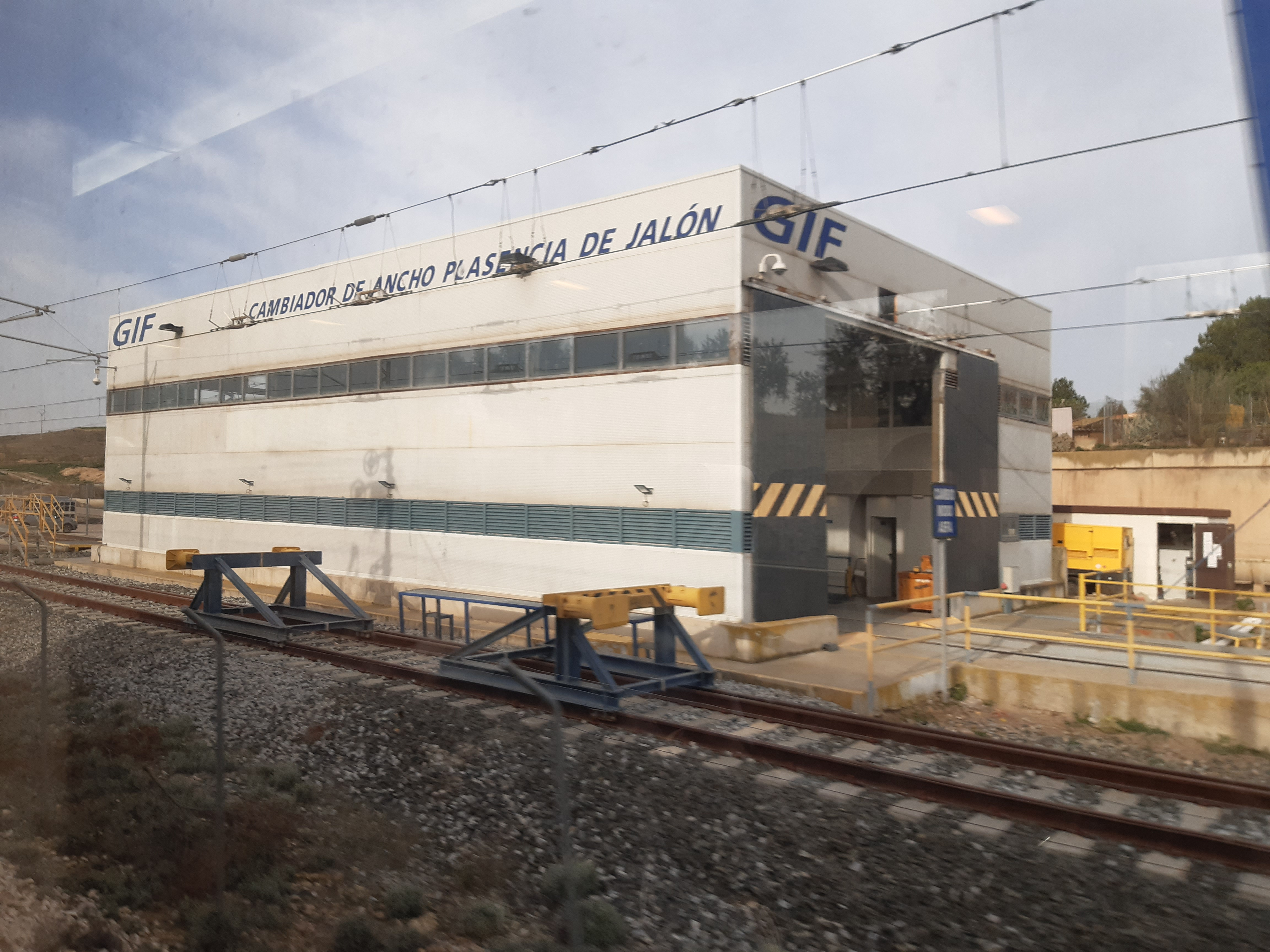
Cambiador de ancho de vía en Plasencia de Jalón en 2020

La estación se halla a 1,3 km de la localidad que le da nombre por camino asfaltado que cruza el Río Jalón, aunque el acceso final es muy deficiente. Adif procedió a la demolición del antiguo edificio de viajeros, construyendo en su lugar un refugio, en un intento de modernizar la estación. También se instaló un sistema de iluminación alimentado por energía solar.
La estación, como apeadero que es, cuenta únicamente con las vías principales, siendo la vía 2 la del andén lateral y sentido Zaragoza (donde estaba el edificio de viajeros), mientras que el andén central da servicio a la vía 1 y sentido Madrid.
En sentido Norte se halla el cambiador de ancho de via. Este elemento permite a los trenes Alvia procedentes de la vía AVE de Calatayud continuar el trayecto hasta Pamplona y Logroño. A partir del cambiador continúan por via de ancho ibérico por Grisén y Cabañas de Ebro su viaje, sin pasar por Zaragoza-Delicias. Igual se aplica en sentido inverso.

## Servicios ferroviarios

### Media Distancia
Renfe presta servicios de Media Distancia gracias a un tren Regional.
Dicho trayecto, Zaragoza-Arcos de Jalón, se realiza una vez al día por sentido con antiguos Intercity reconvertidos a regionales, los trenes de la serie 448 de Renfe.
A modo de ejemplo, el tiempo que se invierte en hacer el recorrido hasta Arcos de Jalón es de 1h y 45'. Hasta Zaragoza-Delicias el tiempo invertido es de 25'.
| Línea MD | Trenes   | Origen/Destino |  | Destino/Origen      |
| -------- | -------- | -------------- |  | ------------------- |
|          | Regional | Arcos de Jalón |  | Zaragoza-Miraflores |